# NGC 2363
NGC 2363 је галаксија у сазвежђу Жирафа која се налази на NGC листи објеката дубоког неба.
Деклинација објекта је + 69° 11' 34" а ректасцензија 7h 28m 29,9s. Привидна величина (магнитуда) објекта NGC 2363 износи 14,9 а фотографска магнитуда 15,5. NGC 2363 је још познат и под ознакама UGC 3847, MCG 12-7-39, KCPG 133A, PGC 93088.